# Takeda Ryu Nakamura Ha
Takeda Ryu Nakamura Ha (littéralement, "école Takeda de style Nakamura") est un Gen ryu[Quoi ?]. Soke Nakamura est héritier de la ligne directe de la généalogie Takeda. Oba Ichio décédé très tôt sans désigner de successeur, il fut décidé par les sensei du Takeda ryu que Nakamura Hisashi (1932-2018) reprendrait la représentation de l'école . 

## Histoire du Takeda Ryu
Le genyōsha (Société de l'Océan Noir) fut fondé sous le nom de “Koyōsha” par Hiraoka Kotarō (1851-1906) et Toyama Mitsuru (1855-1944), et d'autres anciens samouraïs du domaine de Fukuoka. Cette société fut active pour la restauration de l'ancien ordre féodal et des privilèges spéciaux accordés à la classe des guerriers. Le Koyōsha participa à différents soulèvements d'ex-samouraïs contre le nouveau gouvernement Meiji.
En 1881, le Koyōsha changea son orientation. À ce moment, il déclara que ses buts étaient honorables et nobles : "honorer la famille Impériale, respecter l'Empire" et “garder les droits du peuple". Cependant, le but réel du genyōsha était l'expansion du Japon.
Le premier enseignant d'arts martiaux au sein du Genyosha fut Takeda Tadakatsu (descendant du père de Takeda Shingen, Takeda Nobutora). Il représentait la 41e génération des Takeda. En conséquence, les arts martiaux enseignés dans les dojo du Genyosha étaient : l'Aiki no Jutsu et le Ju Jutsu de la famille Takeda, le  Ken Jutsu (Shinto Ryu), le Jo Jutsu (Muso Shinto Ryu, Uchida Ryu), le Tessen Jutsu (variation de l'Ikkaku Ryu jutte jutsu & de l'Isshin Ryu Kusarigama Jutsu).
À la mort de Takeda Tadakatsu, Nakamura Aikisai Okichi (né sous le nom de Nakamura Yoshitoshi) reçu le makimono de la famille Takeda et devint le deuxième enseignant d'arts martiaux des dojos du Genyosha. En 1935, Oba Ichio (Oba Sachiyuki), encouragé par Toyama Mitsuru, devint le 3e enseignant du Genyosha dans la préfecture de Fukuoka.
À la fin de la Seconde Guerre mondiale et à la mort de Toyama Mitsuru, Oba Ichio Sensei ouvrit son Dojo (1948) au public et nomma son enseignement "Takeda Ryu". Le ryu fut établi sur les bases de plusieurs écoles dans lesquelles Oba Ichio était titulaire d'un menkyo kaiden (l'aiki no jutsu et le ju jutsu de la famille Takeda, le Muso Shinto ryu, le Kukishin ryu). Il fut impliqué dans la Zen Nihon Butoku Kai (actuellement Dai Nippon Butoku Kai) dans le courant des années 1930 et il établit la Nihon Budo Renren dans les années 1950.

## Histoire du Takeda Ryu Nakamura-Ha
Nakamura Hisashi naquit le 18 mars 1932 à Nagano et alla vivre chez sa tante en 1949. Il entra en 1950 dans le dojo de Yamagura d'Oba sensei qui ouvrit au grand public une année auparavant. Les arts enseignés par Oba sensei étaient: Aiki no Jutsu, Ju Jutsu Kenpo, Ken Jutsu, Batto Jutsu, Jo Jutsu, Shugi Jutsu et Shuriken Jutsu.
En 1953 Nakamura Hisashi fut accepté comme uchi deshi (disciple interne). En 1956, Nakamura Hisashi alla à Tokyo afin d'y aider Oba sensei au Seibuden dojo en remplacement de Moritomo Kazuo sensei.
Oba Sensei mourut en 1959, et désigna Moritomo Kazuo Sensei comme successeur. Moritomo sensei déclina la position et désigna Nakamura Hisashi comme Soke.
Soke Nakamura développa une nouvelle manière d'enseigner l'Aiki no jutsu et la nomma Aikido (à ne pas confondre avec la forme plus commune d'aikido de Morihei Ueshiba).
En 1961, Soke Nakamura établit le premier dojo d'Aikido à l'université Rikkyo (Tokyo) et, en 1962, le second dojo d'Aikido dojo à la Nihon University. En 1963, il établit la Fédération Japonaise d'Aikido (Nihon Aikido Renmei). Soke Nakamura est convaincu que le randori (exercices libres) et les shiai (compétitions) permettent d'accroître la force physique et mentale. Soke Nakamura organisa le premier championnat d'aikido (Aiki Yusho Taikai). En 1970, Soke Nakamura changea le nom de son organisation Nihon Aikido Renmei en Nihon Sobudo Rengokai. En 1978, Soke Nakamura enregistra sa manière d'enseigner et son système de budo sous le nom de Takeda Ryu Nakamura-Ha.
En 1990, Morimoto Kazuo sensei mourut, laissant Soke Nakamura comme le dernier enseignant du Koryu do Takeda Ryu Bujutsu.
De nos jours, Takeda Ryu Nakamura Ha est enseigné au Japon par le Nihon Sobudo Rengokai (NSR) et mondialement grâce l'association 
- NSR Nihon Sobudo Rengokai world responsable administratif et technique Kaiden Shihan Debo Ohgen Minamoto no Harumitsu (Valmy Debot)

Soke Nakamura a nommé Kaiden Shihan DEBOT responsable des affaires étrangères hors Japon. En Europe, plusieurs groupes se sont séparés de la ligne originale : Maroto Ha, Kobilza Ha. 

## Takeda Ryu Nakamura Ha Sobudo
Sept disciplines sont enseignées au sein du Takeda Ryu Nakamura Ha Sobudo. Ces disciplines sont l'Aïkido, le Jukenpo, le Iaidō, le Jōdō, le Shugijutsu, le Tachikendo et le Shurikenjutsu.
Les techniques sont réparties en kihon waza (techniques de base), henka waza (variations) et koryū waza (techniques anciennes). L'école utilise les compétitions (shiai) et les randori comme une méthode d'enseignement, c'est la seule manière de s'approcher de la situation d'un combat réel. En aikido, le shiai et le randori existent sous deux formes différentes. La première est appelée sogo et la seconde tori waza.
En Japonais, sogo signifie "intégré". Dans cette forme de pratique, les opposants portent un gant de cuir (uchi kote) sur une seule main et frappent librement avec celle-ci. Ils sont libres de projeter ou immobiliser leurs opposants. Le tori waza est un match technique où les opposants tiennent alternativement le rôle d'uke et de tori.

### Système de grades
Il y a deux systèmes de grade dans le Sobudo Takeda Ryu Nakamura Ha, le système Kyudaho et le système Menkyo.

#### Système Kyudaho (grades Kyu/Dan)
Ce système de grade utilise les ceintures de couleur et les Dan pour les ceintures noires.
| Couleur de ceinture | Grade   |
| ------------------- | ------- |
| Blanc               | 8e Kyu  |
|                     | 7e Kyu  |
|                     | 6e Kyu  |
|                     | 5e Kyu  |
|                     | 4e Kyu  |
| Marron              | 3e Kyu  |
|                     | 2e Kyu  |
| Bleu                | 1er Kyu |
| Noir                | 1er Dan |
|                     | 2e Dan  |
|                     | 3e Dan  |
|                     | 4e Dan  |
|                     | 5e Dan  |
|                     | 6e Dan  |
|                     | 7e Dan  |
|                     | 8e Dan  |

#### Système Menkyo
Le système Menkyo n'est pas à proprement parler un grade, c'est une licence d'enseignant délivrée par Soke Nakamura à des individus en particulier.
| Nom Menkyo    | Titre         |
| ------------- | ------------- |
| Shoden Menkyo | Shoden Kyohan |
| Chuden Menkyo | Chuden Kyohan |
| Joden Menkyo  | Joden Shihan  |
| Okuden Menkyo | Okuden Shihan |
| Kaiden Menkyo | Kaiden Shihan |

### Danshinsa (examens)
Chaque discipline a ses propres règles pour les examens mais il y a toujours deux parties :
- La première partie consiste en un Shiai éliminatoire : tous les candidats sont invités à participer à la compétition. Pour être autorisé à participer au test final, le candidat doit obtenir trois victoires ou au moins deux victoires et un match nul contre des adversaires de même grade. Les candidats victorieux sont alors admis à l'étape suivante.

- La deuxième partie est le test technique proprement dit : les groupes de kata sont tirés au sort parmi les différents kata associés au grade présenté. Dans cet examen, les critères principaux sont la précision, la qualité d'exécution, le dynamisme et l'esprit. Si la présentation rencontre ces critères, les candidats sont promus au nouveau grade.